# بخش سناپاتی
بخش سناپاتی (به انگلیسی: Senapati district) یک منطقهٔ مسکونی در هند است که در مانیپور واقع شده‌است. بخش سناپاتی ۳٬۲۷۱ کیلومتر مربع مساحت و ۴۷۹٬۱۴۸ نفر جمعیت دارد.